# Futsal Saalfelden
Il Futsal Saalfelden è una squadra austriaca di calcio a 5 con sede a Saalfelden am Steinernen Meer. 

## Storia
Fondato nel 2004, il Futsal Saalfelden è stata una delle prime società pure di calcio a 5 dell'Austria, nonché una delle fondatrici della Bundesliga nazionale nella stagione 2006-2007.